# Campeonato Gaúcho de Futebol Feminino de 2025
O Campeonato Gaúcho Feminino de 2025 é a vigésima oitava edição desta competição de futebol feminino organizada pela Federação Gaúcha de Futebol (FGF), com início e término previstos para 2 de agosto e 24 de novembro, respectivamente.

## Formato e participantes
O Gauchão Feminino Ipiranga de 2025 terá cinco equipes na disputa. Na primeira fase, as equipes se enfrentam em turno e returno e as quatro melhores colocadas avançam para a fase final. Assim como na temporada passada, a decisão de terceiro lugar será em jogo único.
Os times eliminados na semifinal disputarão um jogo que definirá o terceiro lugar e o classificado para o Campeonato Brasileiro de Futebol Feminino - Série A3 de 2026, caso os clubes classificados para a final já estejam classificados para as Séries A1 ou A2.

| Equipe                | Cidade          | Estádio                  | Títulos                                                                      |
| --------------------- | --------------- | ------------------------ | ---------------------------------------------------------------------------- |
| Brasil de Farroupilha | Farroupilha     | Estádio das Castanheiras | —                                                                            |
| Flamengo de São Pedro | Tenente Portela | Campo do Flamengo        | —                                                                            |
| Grêmio                | Porto Alegre    | CT Hélio Dourado         | 5 (2000, 2001 e 2018, 2022 e 2024)                                           |
| Internacional         | Porto Alegre    | SESC Protásio Alves      | 12 (1983, 1984, 1997, 1998, 1999, 2002, 2003, 2017, 2019, 2020, 2021 e 2023) |
| Juventude             | Caxias do Sul   | SESI Caxias do Sul       | 3 (2004, 2005 e 2006)                                                        |

## Primeira fase
| Pos | Equipe                | Pts | J | V | E | D | GP | GC | SG  | Classificado |  | GRE | INT | JUV  | BRA  | FLA  |
| --- | --------------------- | --- | - | - | - | - | -- | -- | --- | ------------ |  | --- | --- | ---- | ---- | ---- |
| 1   | Grêmio                | 7   | 3 | 2 | 1 | 0 | 11 | 1  | +10 | Semifinal    |  | —   | R–4 | R–10 | 4–0  | R–8  |
| 2   | Internacional         | 6   | 2 | 2 | 0 | 0 | 19 | 1  | +18 | Semifinal    |  | R–7 | —   | R–5  | R–10 | 14–0 |
| 3   | Juventude             | 4   | 2 | 1 | 1 | 0 | 5  | 1  | +4  | Semifinal    |  | 1–1 | R–6 | —    | R–8  | R–4  |
| 4   | Brasil de Farroupilha | 0   | 3 | 0 | 0 | 3 | 1  | 13 | −12 | Semifinal    |  | R–9 | 1–5 | 0–4  | —    | R–6  |
| 5   | Flamengo de São Pedro | 0   | 2 | 0 | 0 | 2 | 0  | 20 | −20 |              |  | 0–6 | R–9 | R–7  | R–5  | —    |

## Fase final
Em itálico, as equipes que possuem o mando de campo no primeiro jogo ou no jogo único; em negrito as equipes vencedoras.
|  | Semifinais | Semifinais | Semifinais | Semifinais |  |  | Final          | Final | Final | Final |
|  |            |            |            |            |  |  |                |       |       |       |
|  |            |            |            |            |  |  |                |       |       |       |
|  |            |            |            |            |  |  |                |       |       |       |
|  |            |            |            |            |  |  |                |       |       |       |
|  |            |            |            |            |  |  |                |       |       |       |
|  |            |            |            |            |  |  |                |       |       |       |
|  |            |            |            |            |  |  |                |       |       |       |
|  |            |            |            |            |  |  |                |       |       |       |
|  |            |            |            |            |  |  |                |       |       |       |
|  |            |            |            |            |  |  |                |       |       |       |
|  |            |            |            |            |  |  | Terceiro lugar |       |       |       |
|  |            |            |            |            |  |  |                |       |       |       |
|  |            |            |            |            |  |  |                |       |       |       |
|  |            |            |            |            |  |  |                |       |       |       |
|  |            |            |            |            |  |  |                |       |       |       |